# Chang Arena
El Estadio Buriram también llamado Chang Arena por razones de patrocinio (hasta 2017 Estadio New I-Mobile), es un estadio de fútbol de la ciudad de Buriram en Tailandia. El estadio es propiedad del club Buriram United que participa en la Liga Premier de Tailandia. Fue inaugurado en 2011 y tiene una capacidad para 32 600 espectadores, es apodado Thunder Castle (Castillo del trueno).
Las obras de construcción se iniciaron el 4 de octubre de 2010 y finalizaron en menos de un año. El estadio fue inaugurado con una capacidad para 24 000 personas en cuatro tribunas simples, en 2014 la capacidad aumento a 32 000 asientos con el cierre de las cuatro esquinas. El recinto cumple con las normas y estándares mundiales de la FIFA y la Confederación Asiática de Fútbol para la realización de partidos y torneos internacionales.

## Partidos internacionales

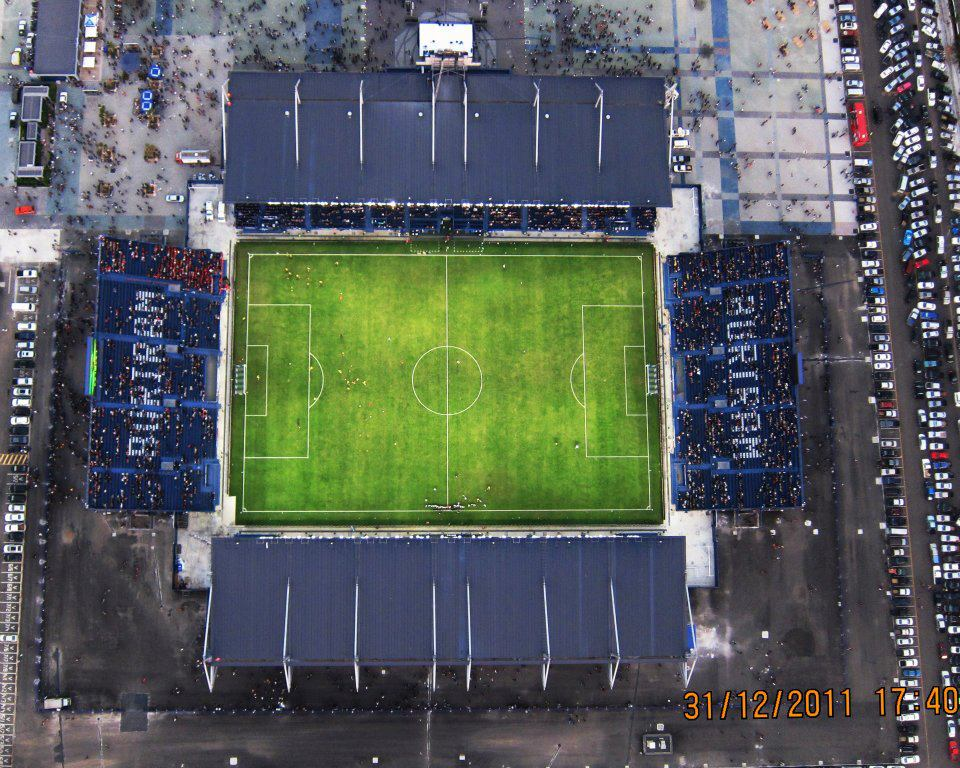
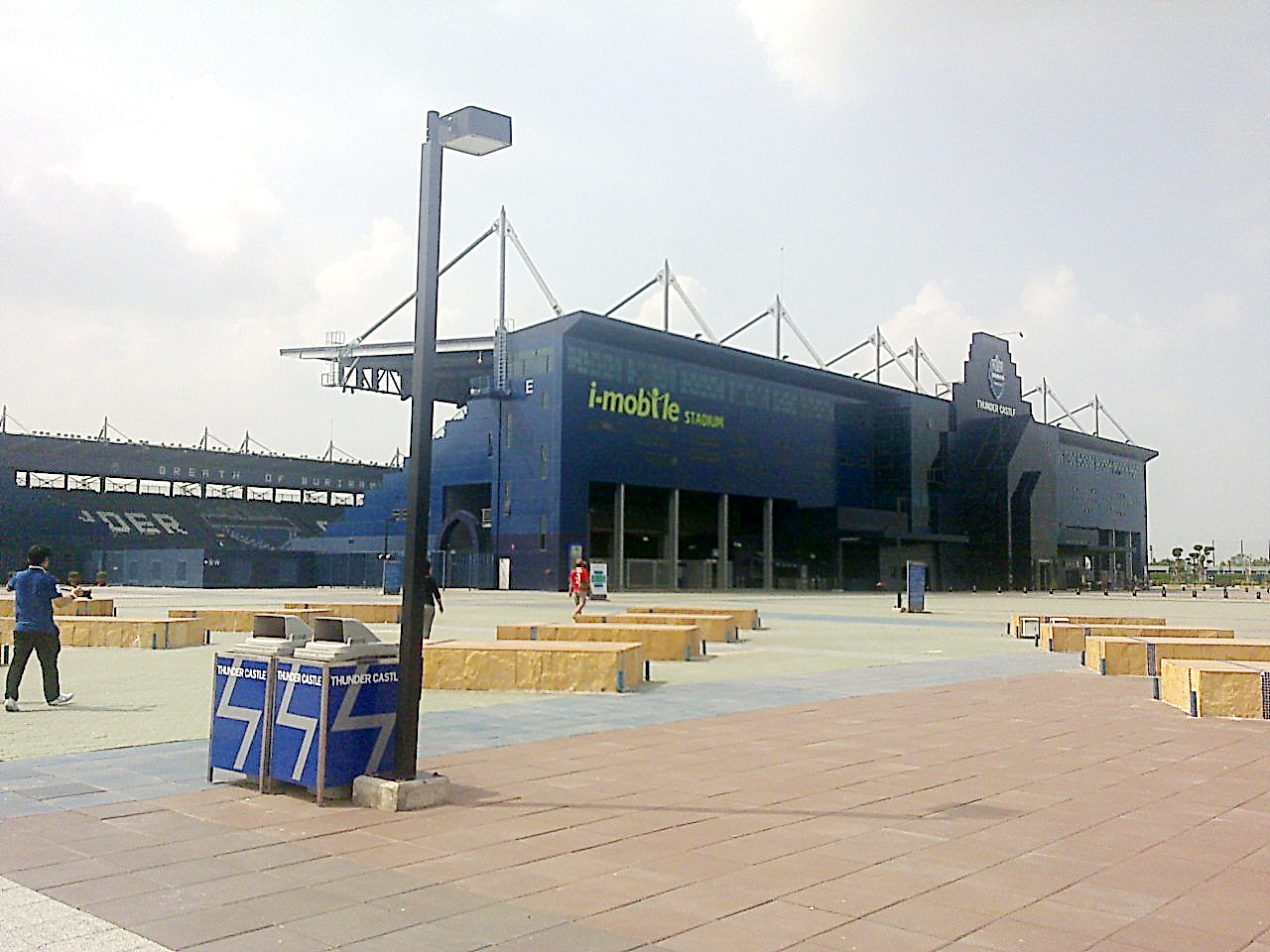

| Fecha               | Team #1   | Resultado | Team #2   | Carácter                                 |
| ------------------- | --------- | --------- | --------- | ---------------------------------------- |
| 14 de julio de 2011 | Tailandia | 1 - 0     | Myanmar   | Amistoso                                 |
| 23 de julio de 2011 | Tailandia | 1 - 0     | Palestina | Clasificación AFC Mundial de Fútbol 2014 |